# Мег Кебот
Меґ Кебот (англ. Meg Cabot)— американська письменниця, автор романтичної та паранормальної літератури для підлітків та дорослих. Користовується кількома псевдонімами , але тепер пише виключно під своїм справжнім ім'ям - Мег Кебот. Написала та опублікувала понад 50 книг, поміж них серія Щоденники принцеси, за якою студія Walt Disney Pictures зняла 2 фільми. По всьому світу продано понад 15 мільйонів екземплярів її книжок. Книги Мег отримали численні нагороди.

## Біографія
Після закінчення Університету Індіани, Кабот переїхала до Нью-Йорку, з метою добитися кар'єри як ілюстратор. У 1991 році. Тим не менш, вона незабаром звільняється і починає працювати помічником менеджера у гуртожитку Університету Нью-Йорка.
Мег Кебот одружилася із письменником і поетом Бенджаміном Д. Егнатц 1 квітня 1993. Їх дата весілля - День сміху. Насправді метою весілля була втеча в Італію. Її роман Every Boy's Got One був написаний за мотивами її власної втечі. У неї є два кота, Генрієтта (одноока кішка) і Гем, про якого вона часто пише у блогах.
Проживши в Індіані, Каліфорнії, Нью-Йорку, і Франції, вона тепер ділить свій час між трьома містами: Нью-Йорк, Кі-Уест, штат Флорида і Блумінгтон, штат Індіана.

### Підліткова література

#### Серія Щоденники принцеси (The Princess Diaries)
Серія Щоденники принцеси є найбільш відомою роботою Меґ Кебот. Книги серії були видані у більш ніж 40 країнах. Першу із них було опубліковано в жовтні 2000 року.
У 2001 та 2004 серія була послідовно поставлена для великого екрану кінокомпанією Walt Disney Pictures як Щоденники принцеси та Щоденники принцеси 2: Як стати королевою із Енн Гетевей і Джулією Ендрюс у головних ролях.
У Сполученому Королівстві та в Австралії книги вийшли під іншими назвами:
1. Щоденники принцеси (The Princess Diaries) (жовтень 2000)
2. Принцеса в центрі уваги (Princess in the Spotlight / Take Two) (червень 2001)
3. Закохана принцеса (Princess in Love / Third Time Lucky) (березень 2002)
4. Принцеса чекає (Princess in Waiting / Mia Goes Fourth) (квітень 2003)
5. Щоденники принцеси IV і 1/2:  Проект принцеса (The Princess Diaries, Volume IV and 1/2: Project Princess) (серпень 2003)
6. Принцеса у рожевому (Princess in Pink /  Give Me Five) (березень 2004)
7. Принцеса в підготовці (Princess in Training /  Sixsational) (березень 2005)
8. Щоденники принцеси VI і 1/2: Принцеса нині (Подарунок принцеси)* (The Princess Diaries, Volume VI and 1/2: The Princess Present) (жовтень 2004)
9. Принцеса на вечірці (Party Princess / Seventh Heaven) (березень 2006)
10. Щоденники принцеси VII і 1/2: Солодкі шістнадцять (The Princess Diaries, 'Volume VII and 1/2: Sweet Sixteen Princess) (травень 2006)
11. Щоденники принцеси VII і 3/4: День святого Валентина (The Princess Diaries, Volume VII and 3/4: Valentine Princess) (грудень 2006)
12. Принцеса на межі (Princess on the Brink /  After Eight) (січень 2007)
13. Принцеса Міа (Princess Mia /  To The Nines) (січень 2008)
14. Принцеса назавжди (Forever Princess / Ten Out Of Ten) (січень 6, 2009)

*Переклад не є офіційним. Українською мовою було видано тільки першу книгу.

#### Серія Посередник (The Mediator)
- Землі Тіней (Shadowland) (жовтень 2000)
- Дев'ятий ключ (Ninth Key) (лютий 2001)
- Возз'єднання (Reunion) (липень 2001)
- Найтемніша година (Darkest Hour) (грудень 2001)
- Переслідуваний (Haunted) (лютий 2003)
- Сутінки (Twilight) (січень 2005)

Серія The Mediator розповідає про 16-ти річну дівчинку на ім'я Сюзанна «С'юз» Сімонс (Susannah «Suze» Simon). С'юз — посередник, чия роль — допомагати духам померлих завершити свої справи на землі, щоб вони могли відправитися у потойбіччя. Історія розпочинається одразу після того, як мати дівчинки одружується із Енді Акерманом (Andy Ackerman), в результаті чого вона переїжджає до міста Кармел, Каліфорнія (Carmel-by-the-Sea, California), щоб жити у старому будинку разом із трьома зведеними братами. І ніби цього замало, її кімната виявляється захопленою привидом привабливого чоловіка на ім'я Jesse de Silva, котрий помер 150 років тому.
Перші чотири книги були видані під псевдонімом Дженні Керролл (Jenny Carroll). Haunted стала першою книгою із ім'ям Меґ Кебот. Пізніше перші чотири книги було також перевидано зі справжнім ім'ям авторки.
Права на екранізацію серії було продано продюсеру Джулії Пістор (Julia Pistor).
У 2011 та 2012 роках, Кебот обговорювала у своєму блозі можливість виходу сьомої книги, а також ймовірність, що замість фільму екранізація вийде у вигляді серіалу.

#### Серія Школа Авалон (Avalon High)
- Школа Авалон (Avalon High), грудень 2005
- Школа Авалон: Коронація (Avalon High: Coronation) (манґа трилогія)
- Пророцтво Мерлін (The Merlin Prophecy) (липень 3, 2007)
- Повернення додому (Homecoming) (червень 24, 2008)
- Місяць мисливця (Hunter's Moon) (вересень 1, 2009)

Фільм Avalon High було показано на телеканалі Disney Channel у вересні 12, 2010. Головні ролі зіграли Брітт Робертсон та Ґреґ Сулкін (Gregg Sulkin).

#### Трилогія The Airhead
- Airhead (May 2008)
- Бути Ніккі (Being Nikk)i (May 2009)
- Втеча (Runaway) (March 2010)